# Colletes rufocinctus
Colletes rufocinctus är en solitär biart som beskrevs av Cockerell 1929. Den ingår i släktet sidenbin och familjen korttungebin. Inga underarter finns listade i Catalogue of Life.

## Beskrivning
Arten har gulaktig päls, uppblandad med en del svarta hår på mellankroppen (dock med en blank, hårlös fläck i mitten) och svart bakkropp med tydliga, vita hårband i slutet av tergiterna (bakkroppssegmenten. Andra tergiten har dessutom ett hårband i framänden. Kroppslängden är omkring 10 mm.

## Ekologi
Arten flyger från augusti till mitten av oktober. Den är polylektisk, det vill säga den besöker många olika blommande växter, som grindelior, Gutierrezia, solrosor, mexikohattar, gullris (Solidago rigida och kanadensiskt gullris), höstastersläktet och maskrosor i korgblommiga växter, vit sötväppling och Dalea (prärieklöver) i ärtväxter

## Utbredning
Utbredningsområdet omfattar södra Alberta och södra Manitoba i Kanada samt USA från North Dakota till Minnesota i norr, över Wyoming och South Dakota till södra Kalifornien, Arizona och New Mexico.